# Jaber-e Ansar
Jaber-e Ansar (em persa: جابرانصار, também romanizada como Jāber-e Anşār; também conhecida como Shahrak-e Jāber-e Anşār) é uma aldeia no distrito rural de Jaber-e Ansar, do condado de Abdanan, na província de Ilam, Irã.
No censo de 2006, sua população era de 1 017 habitantes, em 205 famílias.